# Ulica Wielopole w Krakowie
Ulica Wielopole – ulica w Krakowie, w dzielnicy I Stare Miasto, na Wesołej.
Wytyczona na terenie dawnej jurydyki Brzeg Miejski w XIX wieku. Nazwa ulicy pochodzi od folwarku Wielopolskich, który mieścił się na tych terenach. Nazwa używana od drugiej połowy XIX wieku.

## Zabudowa
- Budynek numer 1 – Pałac Prasy, była siedziba „Dziennika Polskiego”.
- Na rogu z ul. Westerplatte w zabytkowym budynku mieściła się Poczta Główna (ul. Wielopole 2).
- Budynek numer 4 – Pałac Pareńskich. Obecnie w kompleksie hotelu Holiday Inn Kraków City Center.
- Budynek numer 11 – kamienica Krakowskiej Kongregacji Kupieckiej. Obecnie mieści się w nim hostel i restauracja.
- Budynek numer 19–21 – gmach PKO, zabytkowy budynek projektu Adolfa Szyszko-Bohusza.
- Budynek numer 15 – mieściły się w nim 4 kluby muzyczne, które zostały zamknięte po katastrofie budowlanej 6 listopada 2011.

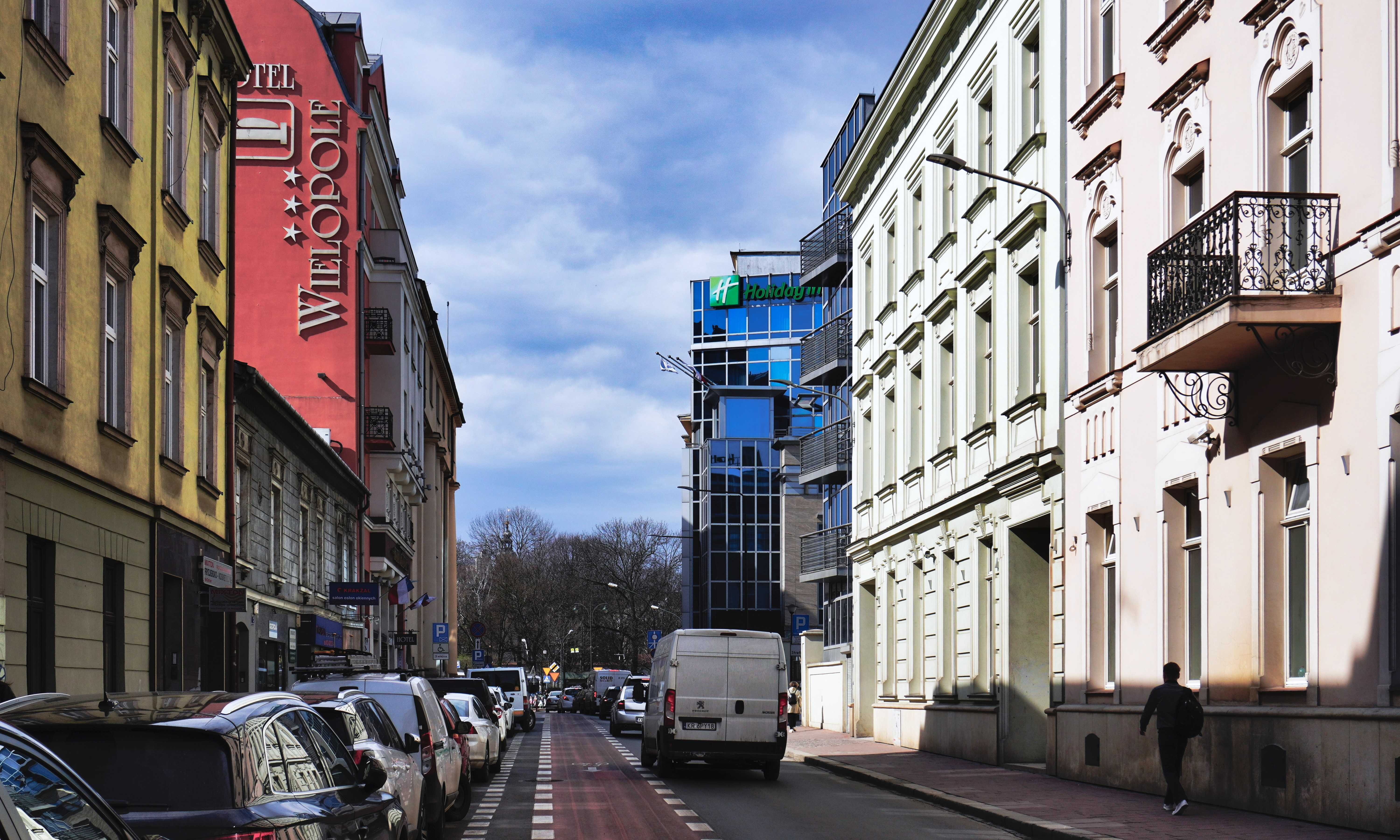
Widok ulicy w kierunku północno-zachodnim
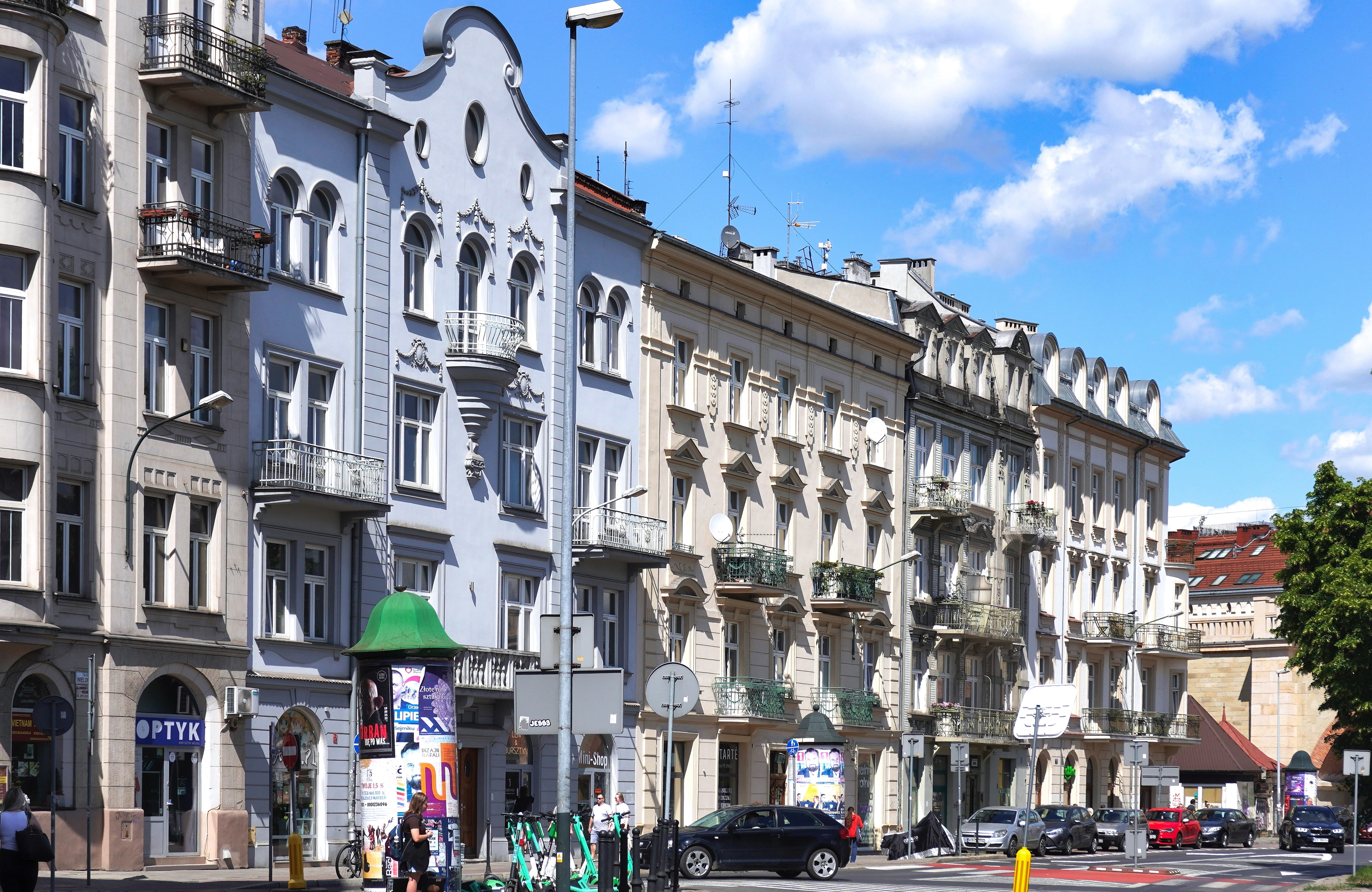
Pierzeja północno-zachodnia (ul. Wielopole 24–32), widok od ul. Józefa Dietla
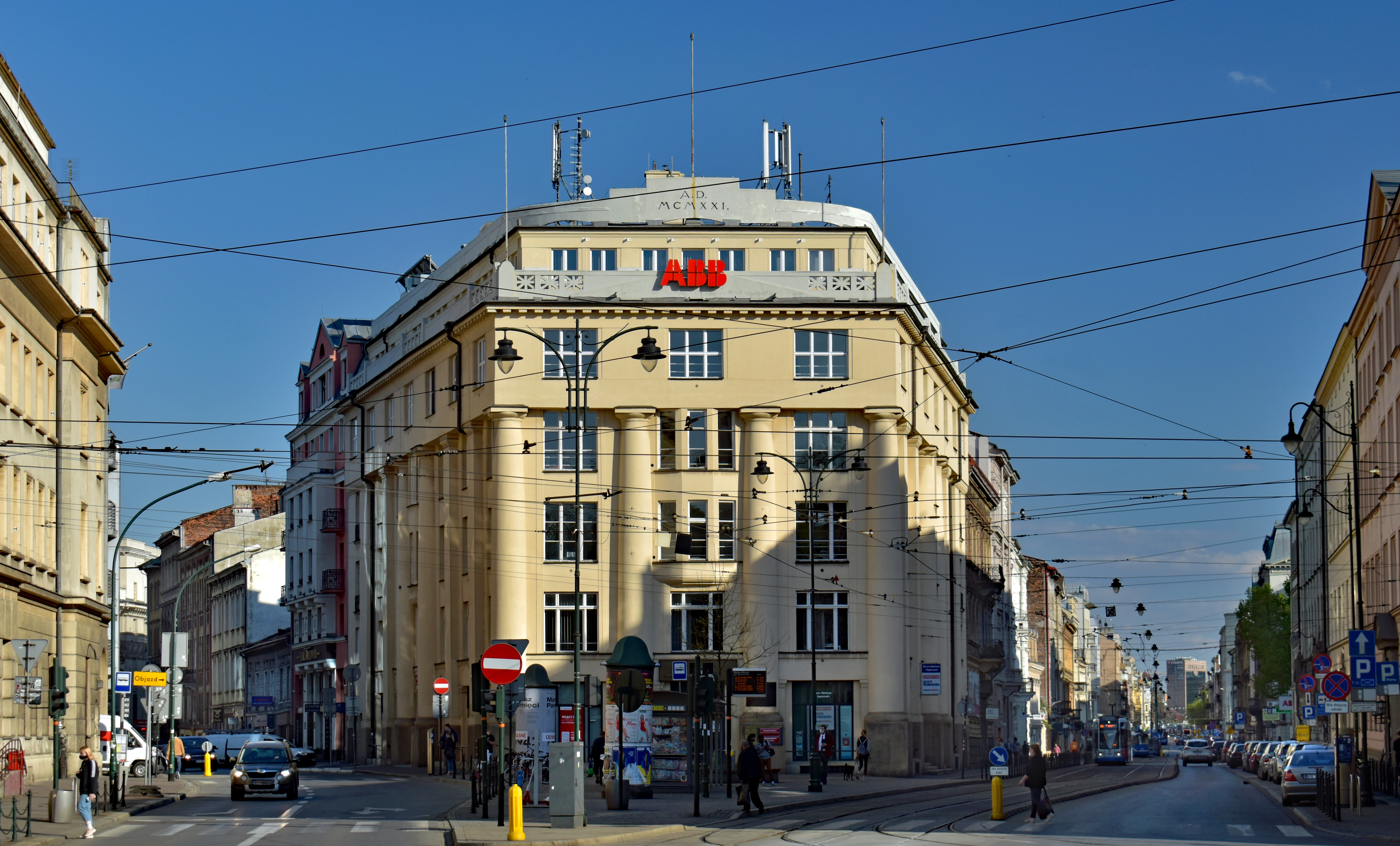
ul. Wielopole 1 Pałac Prasy.
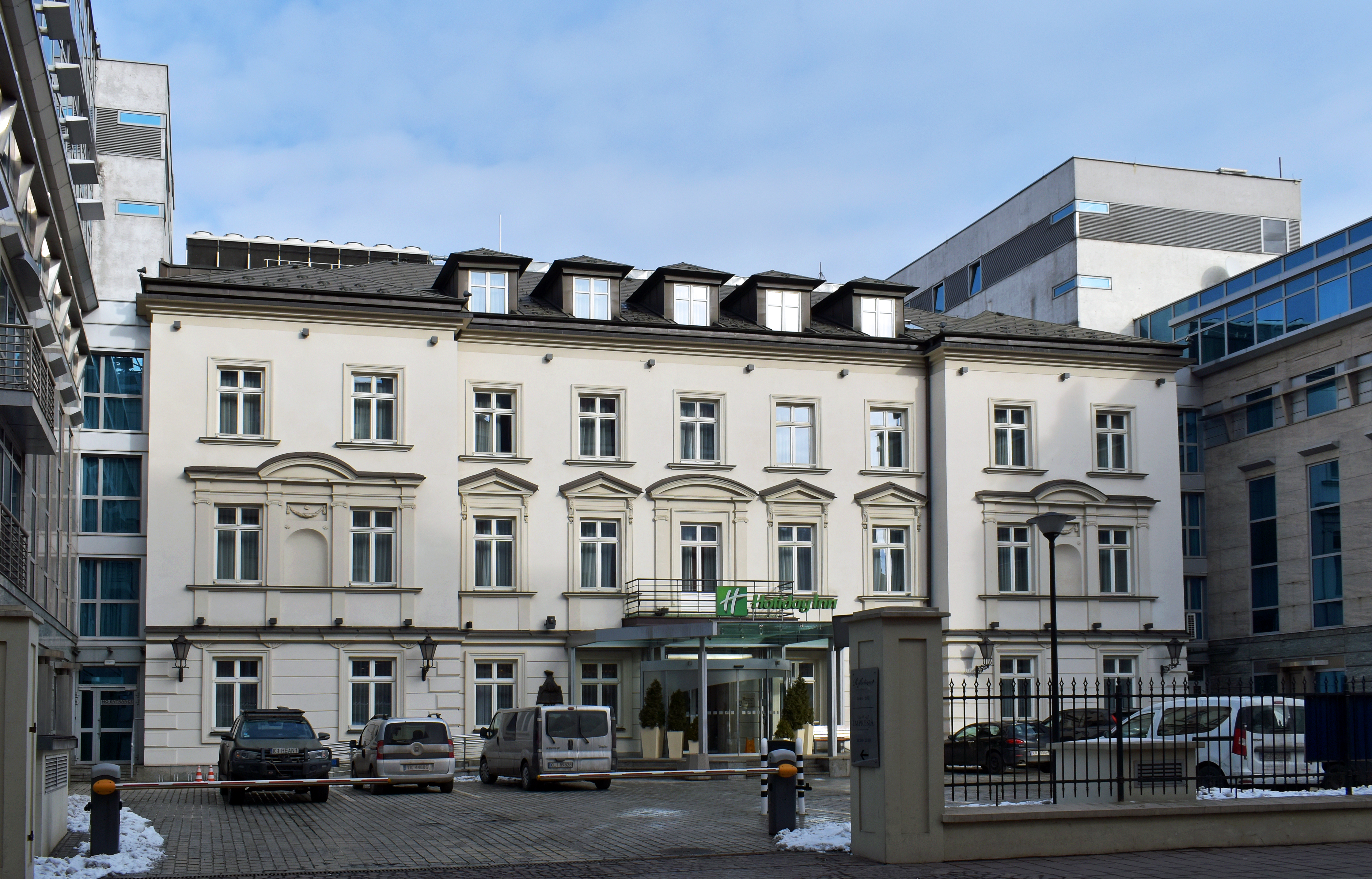
ul. Wielopole 4 Pałac Pareńskich.
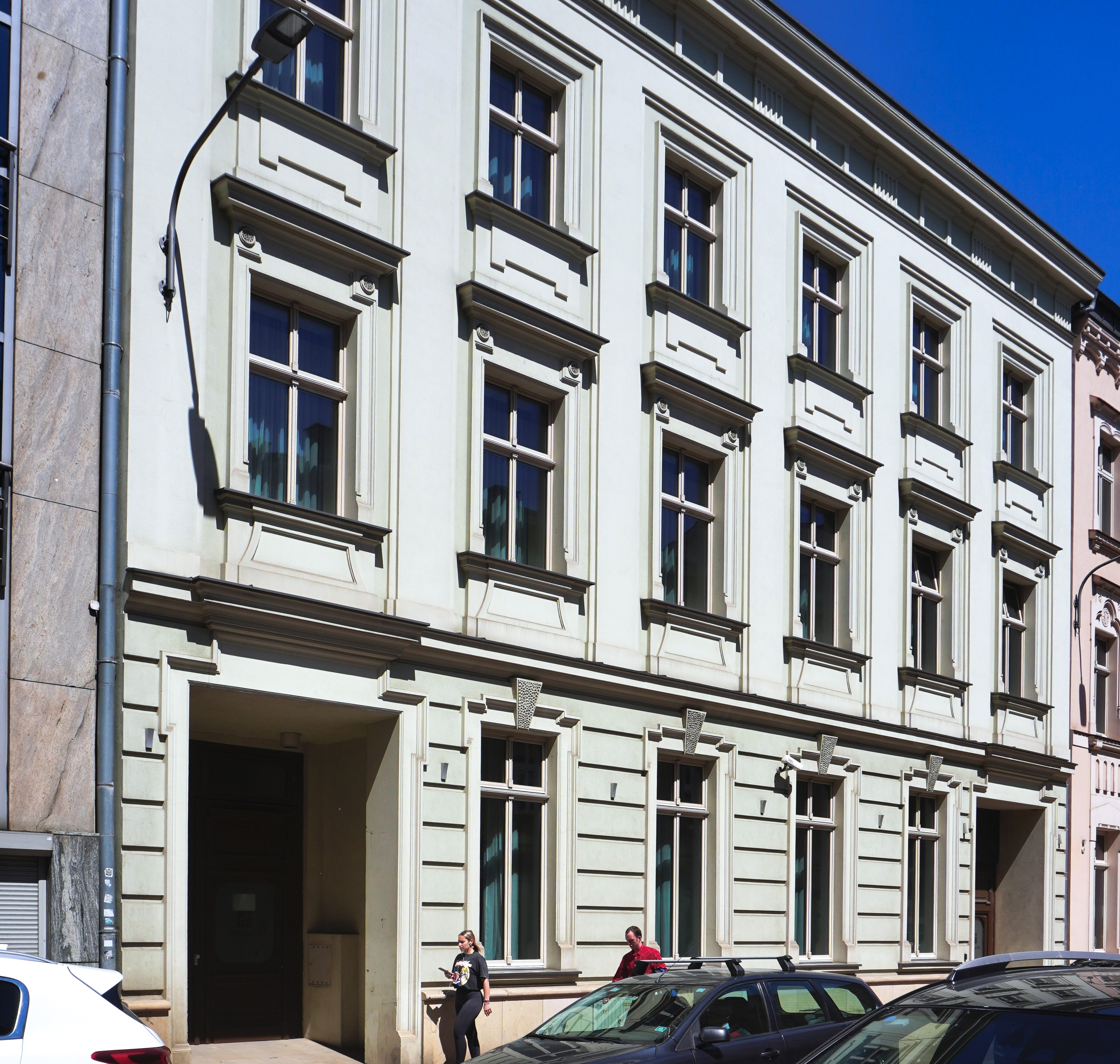
ul. Wielopole 6 Kamienica (proj. Tadeusz Stryjeński, 1887)
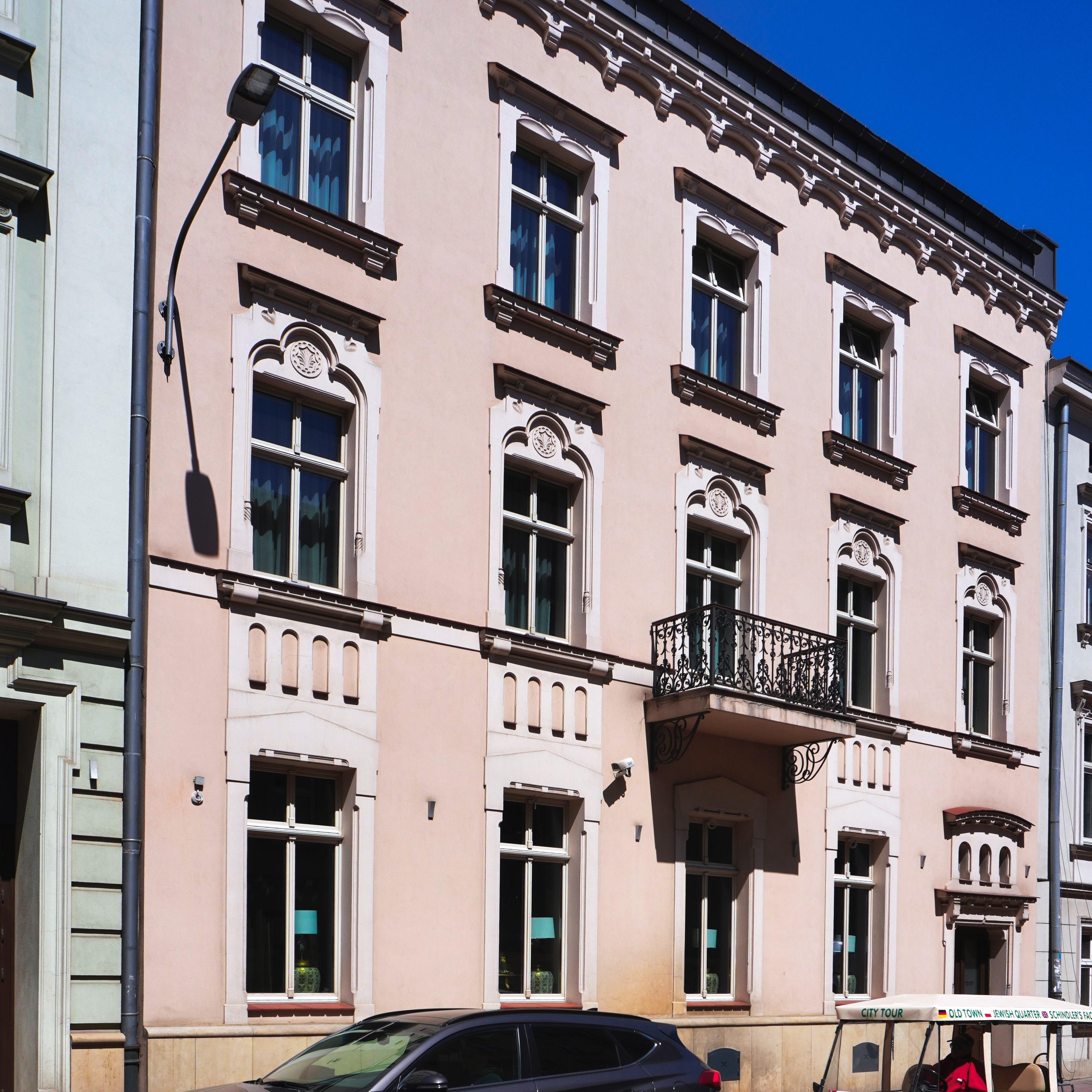
ul. Wielopole 8 Kamienica (ok. 1890)
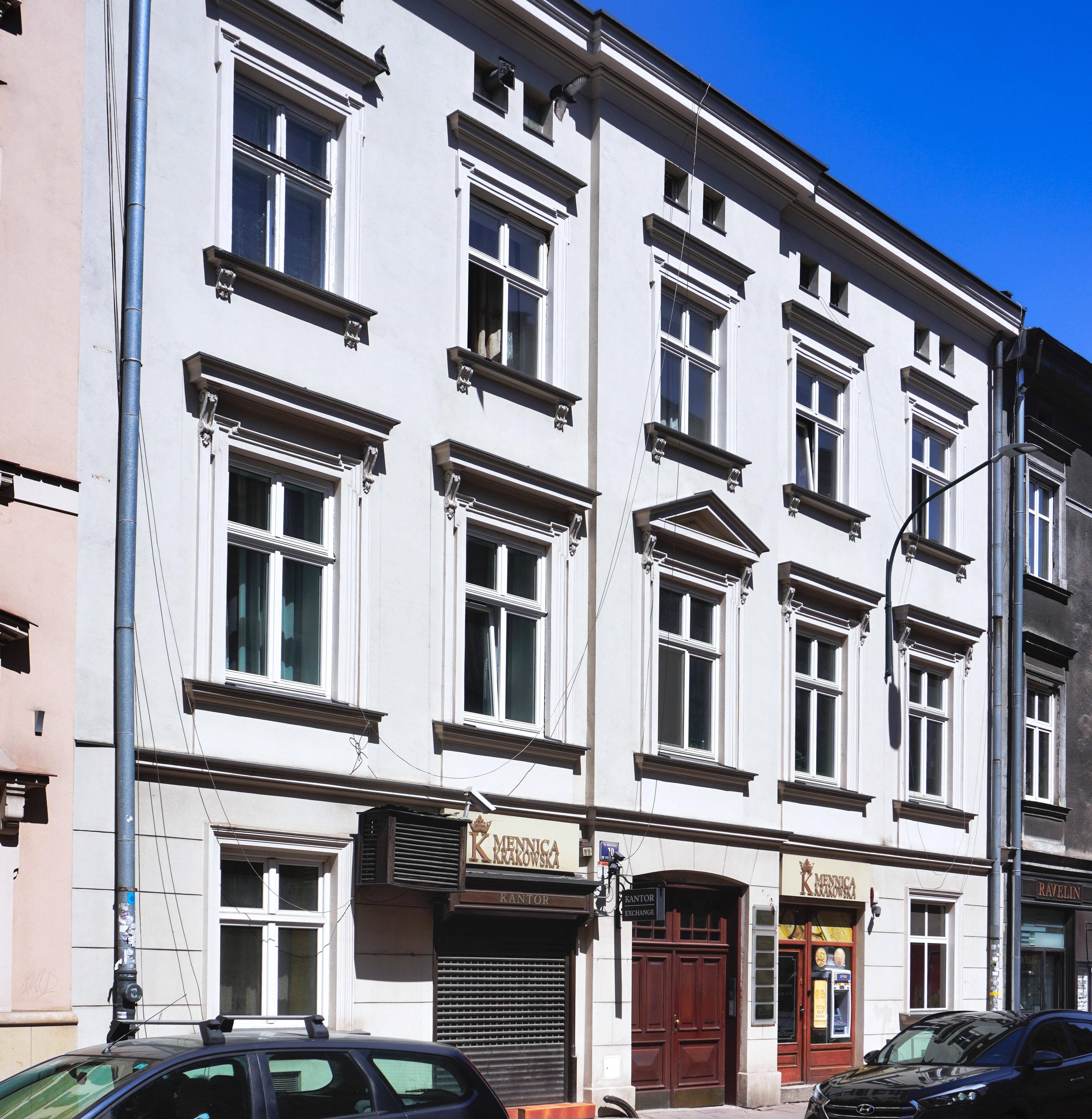
ul. Wielopole 10 Kamienica (proj. Ludwik Beym, 1876)
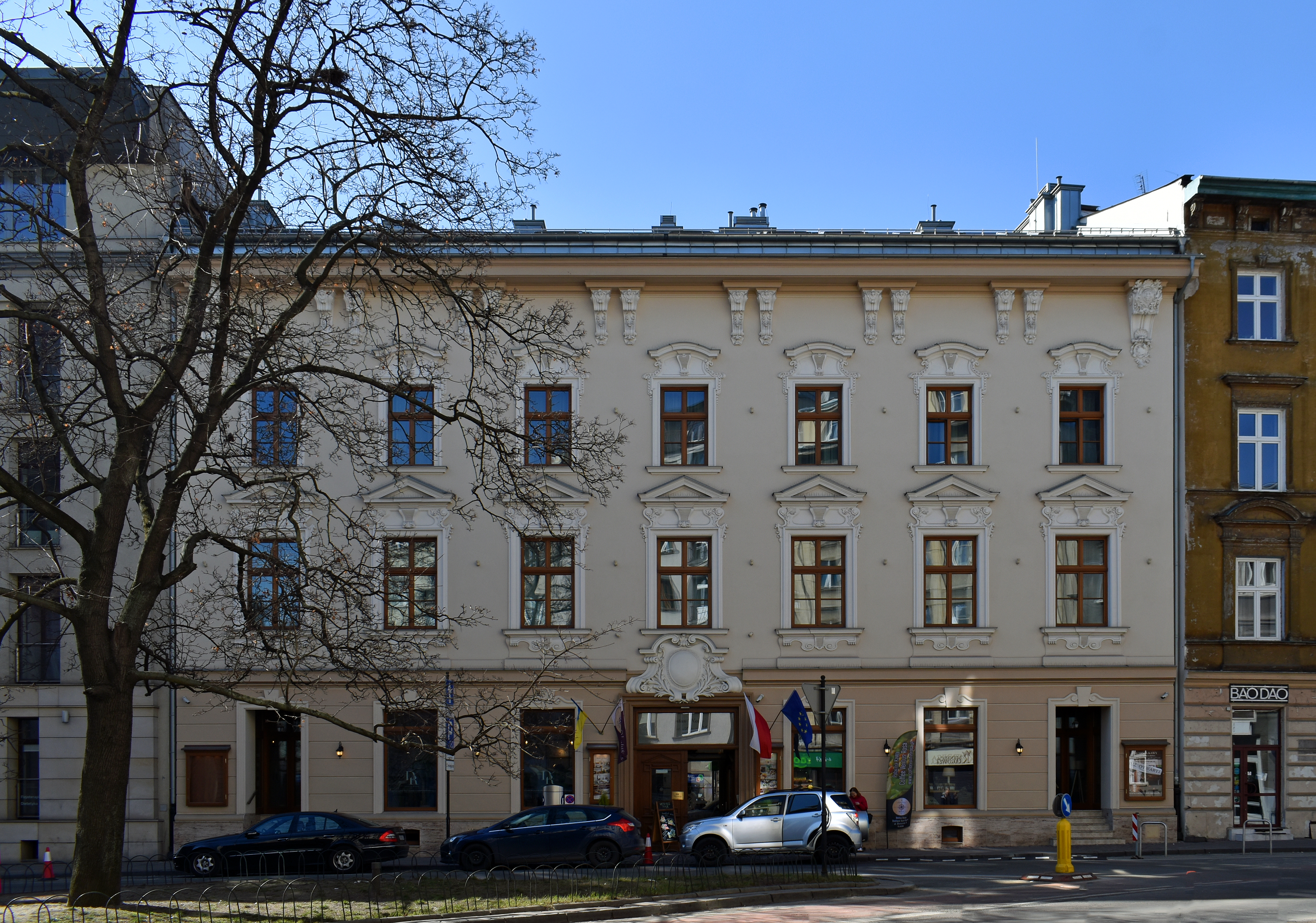
ul. Wielopole 15 Kamienica (proj. Władysław Ekielski, 1896)
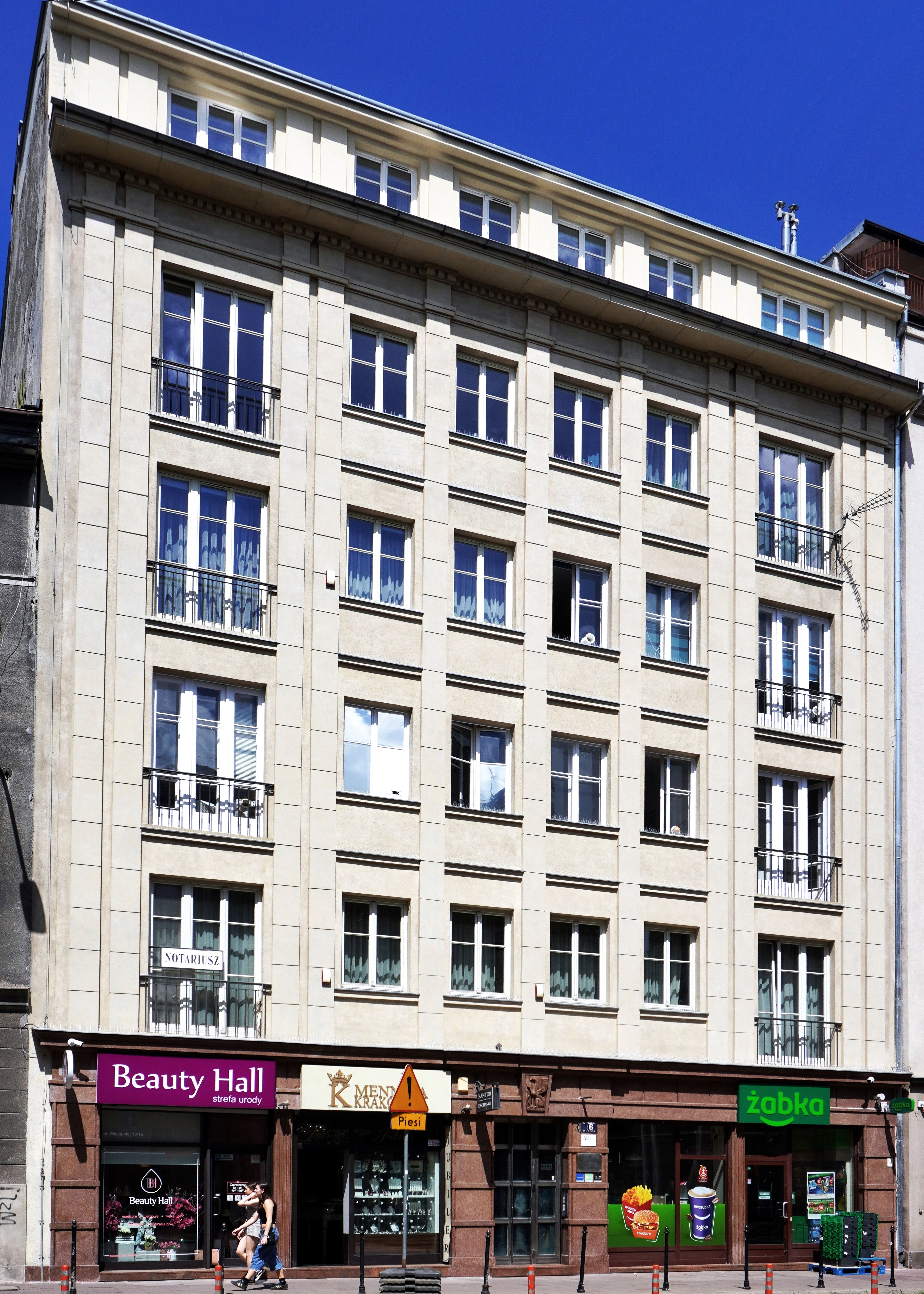
ul. Wielopole 16 Kamienica (proj. Isser Harband, Teodor Silberberg, 1938)
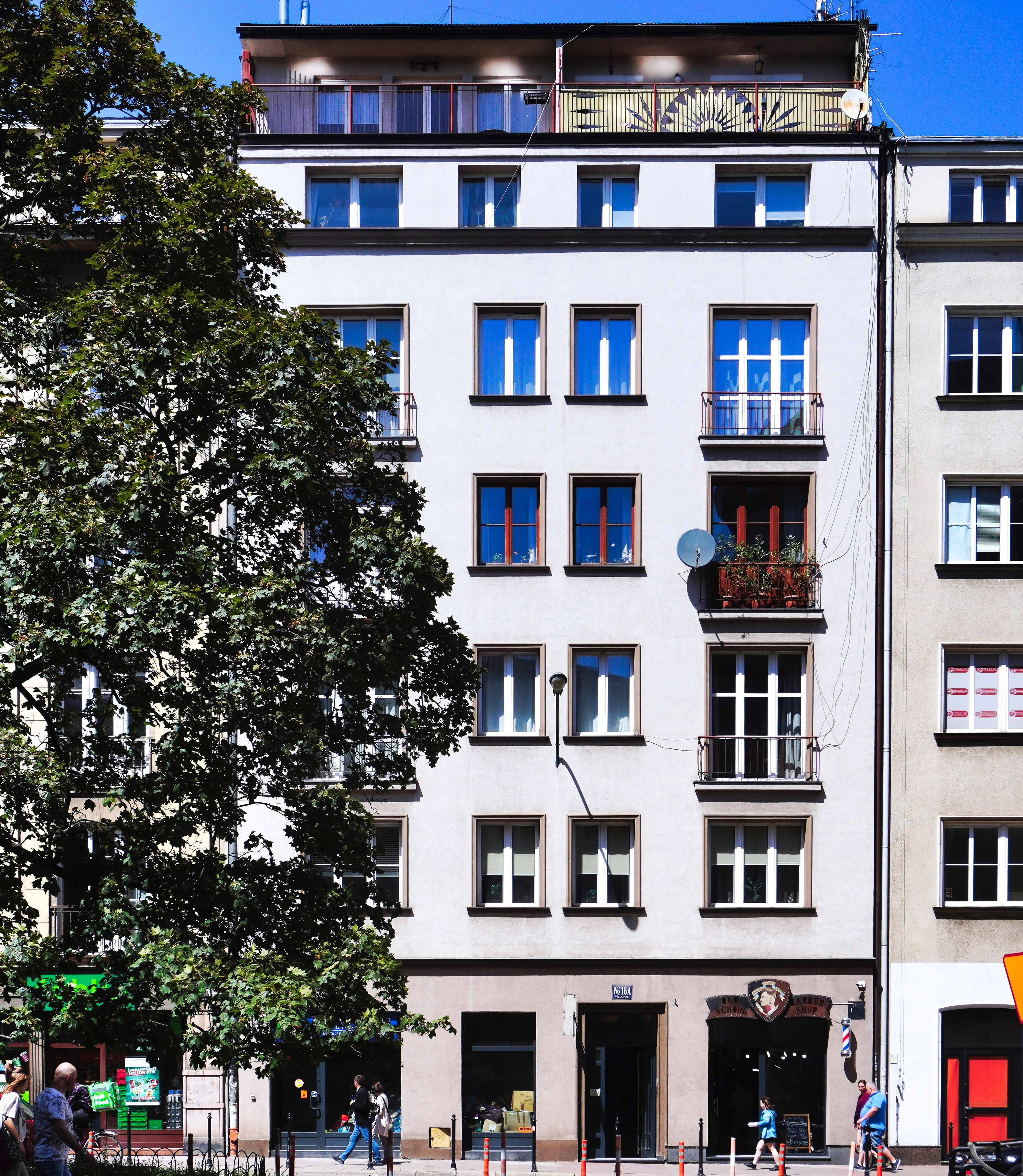
ul. Wielopole 18a Kamienica (proj. Artur Neuman, 1939)
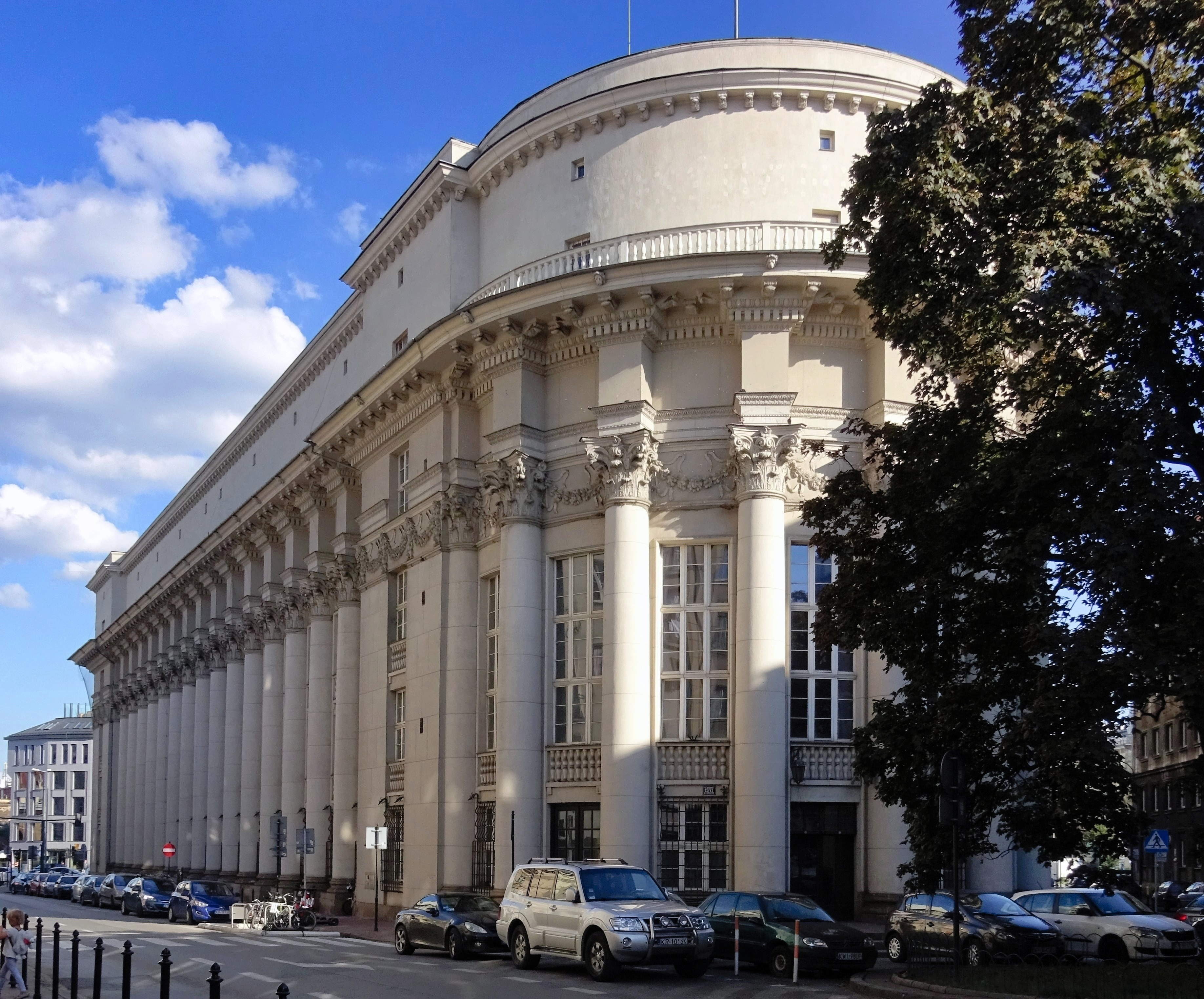
Gmach PKO.
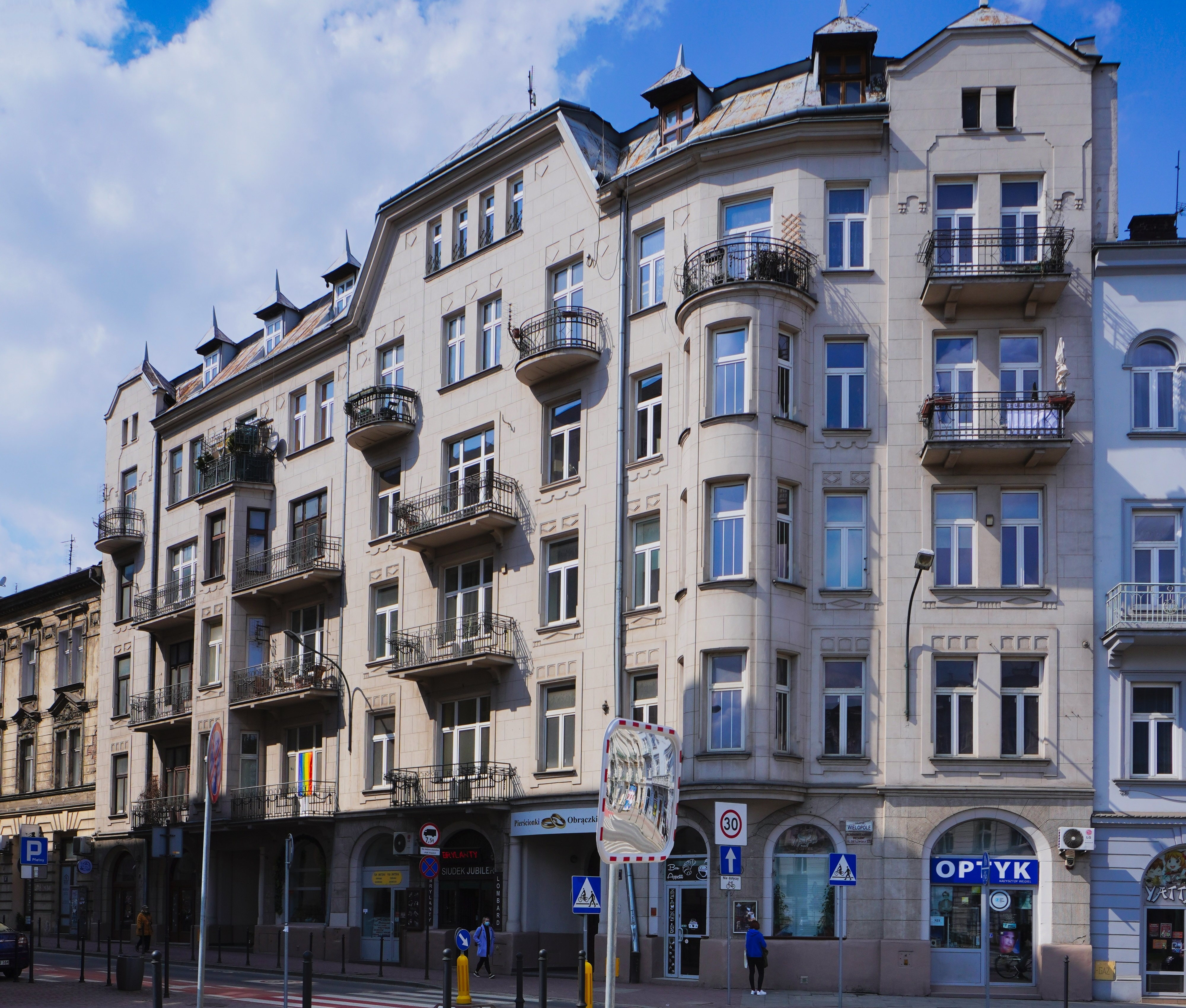
ul. Wielopole 22–24 Kamienica (proj. Henryk Lamensdorf, przed 1911)
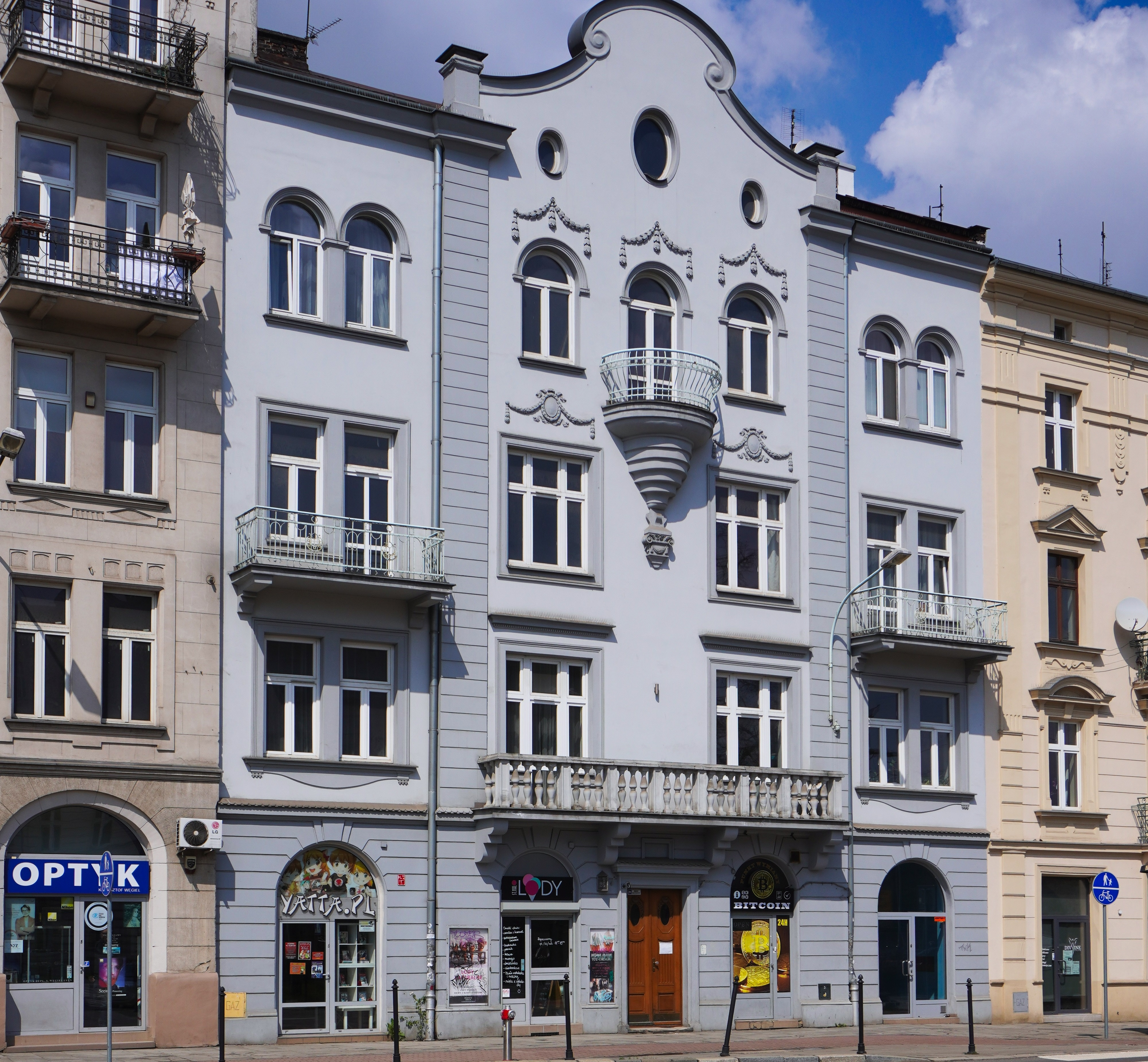
ul. Wielopole 26 Kamienica (proj. Henryk Lamensdorf, 1910)
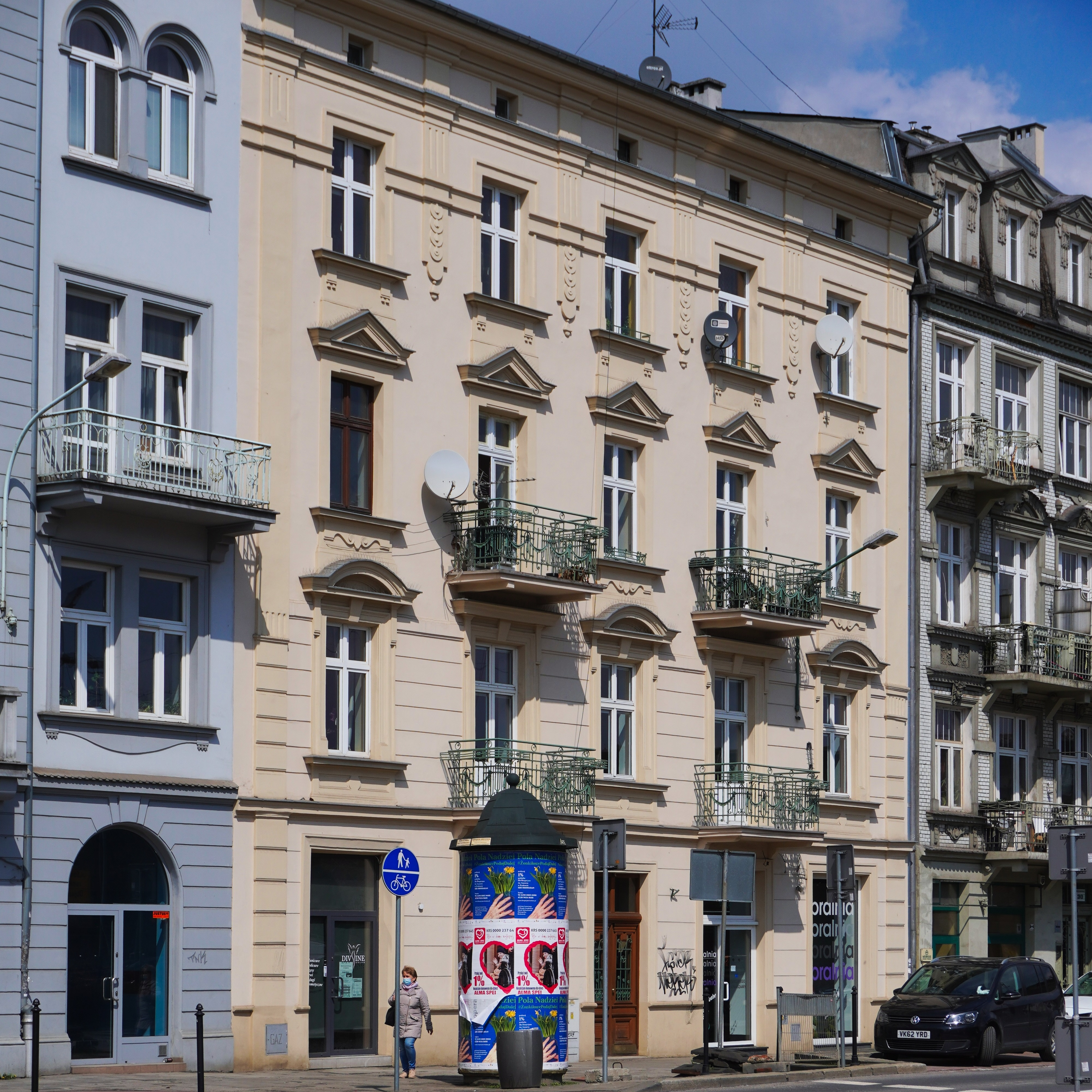
ul. Wielopole 28 Kamienica (proj. Aleksander Biborski, 1910)
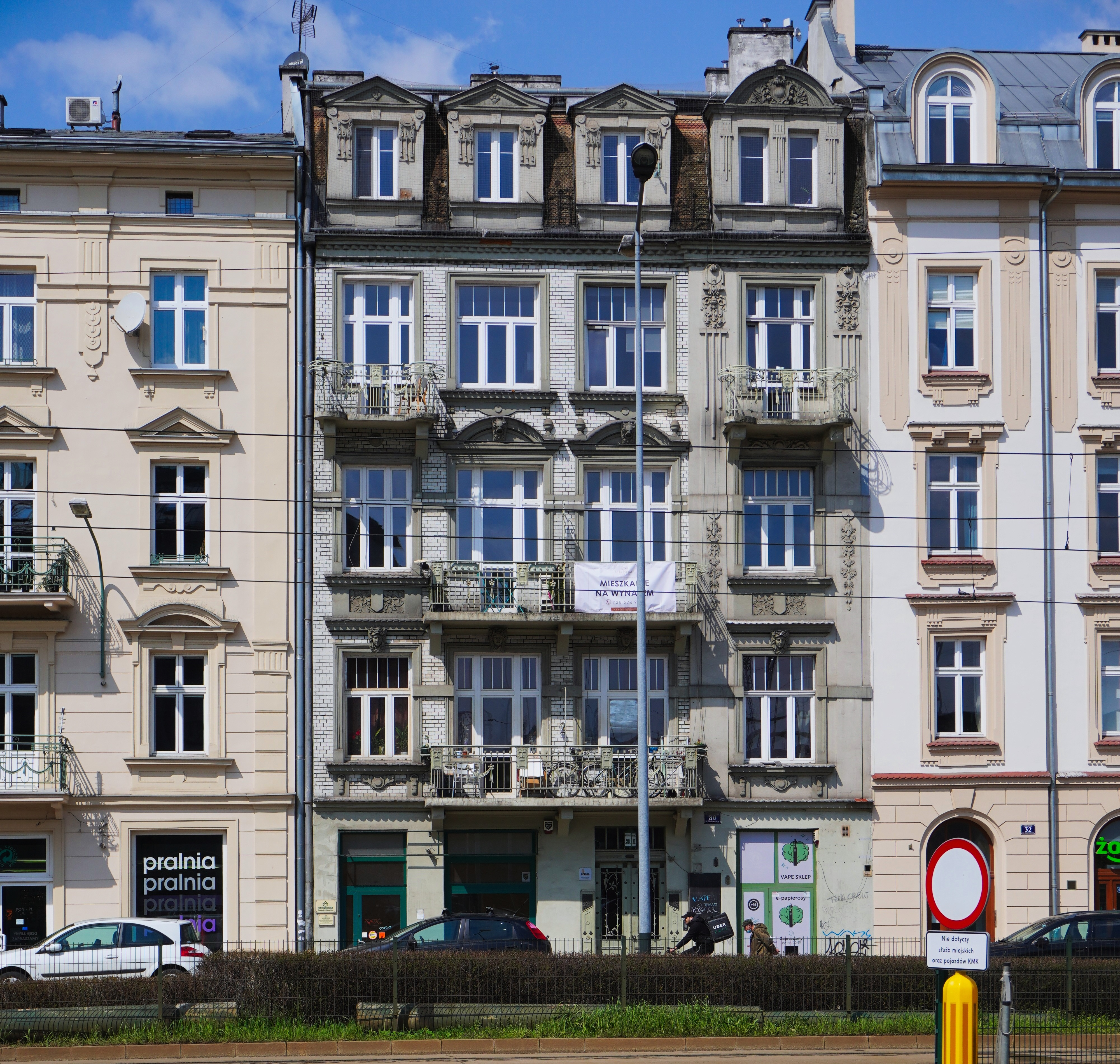
ul. Wielopole 30 Kamienica (proj. Aleksander Biborski, 1910)
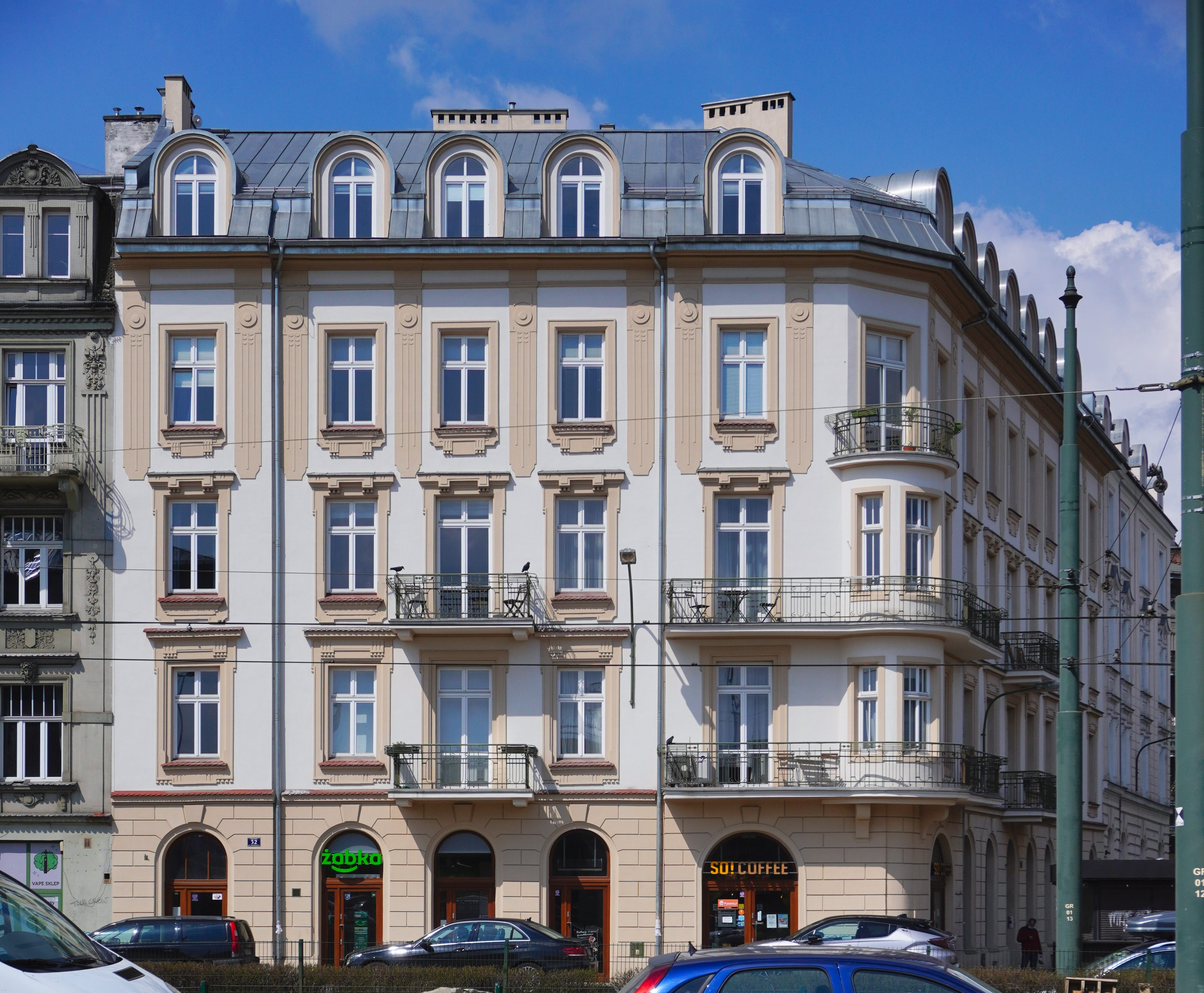
ul. Wielopole 32 Kamienica (proj. Henryk Lamensdorf, 1910)